# Catedral de Cristo Rey (Mullingar)
La catedral de Cristo Rey (en irlandés: Ardeaglais an Chríost an Rí; en inglés: Cathedral of Christ the King) es una catedral católica ubicada en Mullingar, Westmeath, Irlanda. Está situada cerca del centro de Mullingar junto al Canal Real,  Mullingar, con vistas a la estación local en College Street. La catedral es a la vez la iglesia catedral de la diócesis de Meath y el principal centro de culto en la parroquia católica de Mullingar - incluyendo partes de los condados de Meath y Westmeath.
Diseñada para reemplazar la catedral de la Inmaculada Concepción (1836-1936), la planificación se inició en 1920. La apertura oficial y la dedicación de la nueva catedral se llevó a cabo el 6 de septiembre de 1936. A petición del Papa Pío XI, se convirtió en la primera catedral en el mundo que se dedicó a Cristo rey. Fue consagrada solemnemente el 13 de agosto de 1939. El coste total del edificio, incluyendo la decoración fue de 275.000 £.